# ماه فيروز
ماه فيروز والده سلطان أو السلطانة الام (بالعثمانية: ماه فيروز سلطان (السلطانة ماه فيروز)، وولدت في 1590 وتوفيت في 1620) وهي زوجة السلطان العثماني أحمد الأول، ووالدة السلطان عثمان الثاني.
عاشت تصارع مع السلطانة كوسم علي الحرملك، الأخيرة سعت في جعل مصطفى الأول سلطاناً لتحول بين ماه فيروز وسلطنة ابنها بما يمثل خطراً على حياة أبنائها، لكن مصطفى كان مجنوناً وعزله العلماء. أصبحت السلطانة الام بعد عزل السلطان مصطفى الأول واصبح ابنها عثمان هو السلطان عام 1618 إلى غاية ان توفيت عام 1620 لاسباب مجهولة، وكان ذلك مما حرم ابنها من نفوذها في الحرملك وسمح لكل من حليمة سلطان والسلطانة كوسم بتدبير المؤامرات ضده.

## أبناؤها
1. عثمان الثاني مات مقتولاً بثورة دبرتها الإنكشارية
2. شهزاده بايزيد كان ولي العهد للسلطان مراد الرابع حتى إنجاب الأخير للأبناء الذكور، أعدم بأمر السلطان مراد في يوليو 1635 أثناء حملة الأخير على ريفان.